# Vilma Volková
Vilma Volková (rozená Vilma Karasová, známá též jako tetička Volková; 19. srpna 1903 Brno – 3. září 1999 Valašské Meziříčí) byla česká spisovatelka a národopisná pracovnice, věnující se moravskému Valašsku.

## Život
Narodila se roku 1903 v Brně do rodiny spisovatele Josefa Františka Karase. Matka Františka Karasová pocházela z rodiny kováře. Roku 1914 se rodina přestěhovala do Hutiska u Rožnova pod Radhoštěm, kde žila v lokalitě zvané Zákopčí. Zde Vilma ukončila obecnou školu a začala studovat na škole měšťanské. Po svatbě s řezníkem Františkem Volkem mu začala vypomáhat v jeho živnosti. Posléze pracovala jako vedoucí prodejny textilu v Hutisku-Solanci.
Několikrát spolupracovala s ostravským rozhlasem, pro jehož vysílání vytvořila řadu rozhlasových her, napsaných ve valašském dialektu. Roku 1970 založila společně s Annou Žambochovou dětský národopisný soubor Soláněk, jenž existoval až do roku 1994. Přispívala do mnoha regionálních periodik, jako byl časopis Naše Valašsko či magazín Haná.
Do penze odešla v 65 letech. Zemřela roku 1999 ve Valašském Meziříčí. Její ostatky jsou pohřbeny na Valašském Slavíně v Rožnově pod Radhoštěm.

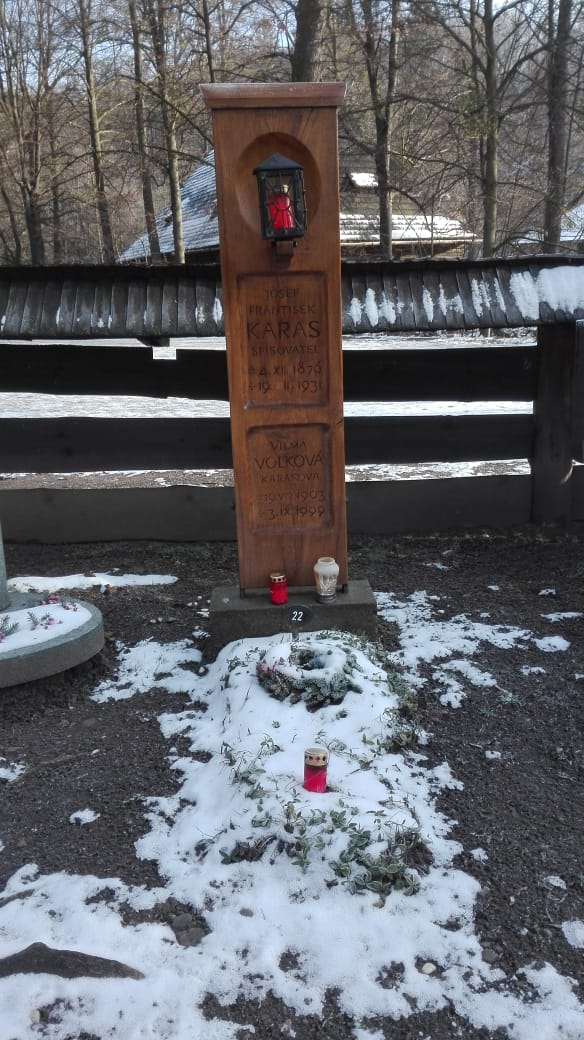
Hrob Vilmy Volkové a jejího otce na rožnovském Valašském Slavíně

## Dílo
Ve svém díle se Vilma Volková věnovala hlavně vesnické a národopisné tematice, související s valašským regionem. Zvláště cenný je dokumentární národopisný význam jejich povídek, v nichž věrně popisuje způsob života na Valašsku v minulosti.
- Prvéj a dnes. Ze života Valašského (1939)
- O nejmladších valaských tanečníkoch. Ze života Valašského (1946)
- O životě posvěceném práci: památce Arnošty Kleinové (1946)
- Jak sa žilo na Hutisku a Solánci před sto roky (1951)
- Hutisko. Hlídka lidové tvořivosti (1956)
- Z národopisné činnosti v Hutisku a v Solanci (1985)
- O Valašsku – jaké bývalo kdysi a jaké je dnes (1986)
- O jedné krásné lípě (1987)
- Valaši vzpomínají (1996)
- Pod naší střechou (1998)

Její literární díla vycházela v lokálních magazínech a tisku, např. v Lidových novinách.
Roku 2003 vyšla kniha Richarda Sobotky s názvem Naše paní Vilma, jež Volkové život mapuje.